# Winner Anacona
Winner Andrew Anacona Gómez (ur. 11 sierpnia 1988 w Tunji) – kolumbijski kolarz szosowy.

## Osiągnięcia
Opracowano na podstawie:

2006
- 1. miejsce w mistrzostwach Kolumbii juniorów (jazda indywidualna na czas)

2010
- 2. miejsce w mistrzostwach Kolumbii U23 (jazda indywidualna na czas)

2011
- 2. miejsce w Giro Ciclistico d’Italia
  - 1. miejsce na 5. etapie

2014
- 2. miejsce w mistrzostwach Kolumbii (start wspólny)
- 3. miejsce w Tour of Utah
- 1. miejsce na 9. etapie Vuelta a España

2019
- 1. miejsce w Vuelta a San Juan
  - 1. miejsce na 5. etapie

2020
- 3. miejsce w Prueba Villafranca-Ordiziako Klasika

2021
- 1. miejsce w Trofeo Andratx

2022
- 1. miejsce w klasyfikacji górskiej Route du Sud

## Rankingi
| Rok              | 2010 | 2011 | 2012 | 2013 | 2014 | 2015 | 2016 | 2017  | 2018  | 2019 | 2020 | 2021 | 2022  |
| ---------------- | ---- | ---- | ---- | ---- | ---- | ---- | ---- | ----- | ----- | ---- | ---- | ---- | ----- |
| UCI World Tour   |      |      | 193. | -    | 119. | 164. | 208. | 235.  | 292.  |      |      |      |       |
| World Ranking    |      |      |      |      |      |      | 544. | 839.  | 1003. | 246. | 452. | 460. | 2141. |
| UCI Europe Tour  | 906. | 281. |      |      |      |      | 793. | 1198. | 1545. |      |      |      |       |
| UCI Asia Tour    | -    | -    |      |      |      |      | 183. | -     | -     |      |      |      |       |
| UCI America Tour | -    | -    |      |      |      |      | 242. | -     | -     | 22.  | 31.  | 42.  | 352.  |
|                  |      |      |      |      |      |      |      |       |       |      |      |      |       |
| Źródło: UCI      |      |      |      |      |      |      |      |       |       |      |      |      |       |